# Ахиллес (операция)
«Ахиллес» (англ. Achilles) — кодовое название военной операции, проводившейся силами НАТО в ходе контртеррористической операции в Афганистане в 2007 году.

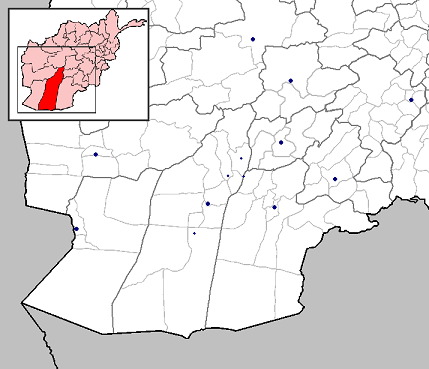
Провинция Гильменд

Операция «Ахиллес» была начата 6 марта 2007 года в 5 часов утра по афганскому времени. На этот момент она являлась крупнейшей наземной операцией сил НАТО в Афганистане за всё время их пребывания здесь. Целью операции «Ахиллес» было восстановление контроля над южной афганской провинцией Гильменд. Осенью 2006 года войска США уже действовали в этом районе, нанеся движению «Талибан» значительный урон. Однако талибы воспользовались зимним перемирием с афганскими властями для перегруппировки, и в начале 2007 года захватили город Муса-Кала.
В операции принимали участие 4500 военнослужащих НАТО из состава контингентов Великобритании, Нидерландов, Канады, Дании, а также 1000 солдат афганской национальной армии. Объединёнными силами командовал генерал-майор Тон Ван Лоон (Нидерланды), 1 мая сменённый генерал-майором Джако Пэйджем (Великобритания).
Эта долгосрочная инициатива имеет важнейшее значение для восстановления многоцелевой плотины Каджаки и энергетического блока, развития водоснабжения населенных пунктов, реабилитации ирригационной системы на аграрных землях и снабжения электроэнергией местных жителей, промышленных и коммерческих объектов.
Генерал-майор Тон Ван Лоон  Архивная копия от 27 октября 2007 на Wayback Machine
Операция «Ахиллес» завершилась 30 мая 2007 года. В тот же день в провинции Гильменд была начата операция «Ластай Куланг» с участием тех же подразделений. В результате действий сил НАТО за три месяца, по официальным данным, было уничтожено более 1000 боевиков и 28 взято в плен. Погибло 16 солдат НАТО (6 британцев, 6 канадцев, 2 американца, 1 голландец, 1 датчанин) и 19 афганских солдат.